# 乔治·科瓦尔
乔治·科瓦尔（俄語：Жорж (Георгий) Абра́мович Кова́ль，國際音標：[ˈʐorʐ (ɡʲɪˈorɡʲɪj) ɐˈbraməvʲɪtɕ kɐˈvalʲ] ⓘ，佐爾茲·阿布拉莫维奇·科瓦尔，1913年12月25日—2006年1月31日）是一位苏联情报特工。俄罗斯政府表示其服务格鲁乌期间，对于曼哈顿计划的渗透工作“大幅降低了苏联研发核武器耗费的时间”。
科瓦尔出生于美国艾奥瓦州苏城的一个犹太移民家庭。成年后，科瓦尔随其父母迁居苏联犹太自治州。科瓦尔加入了格鲁乌（苏联军队总参谋部情报总局）并接受了训练，代号德尔马（[DELMAR] 错误：{{Langx}}：拉丁字母轉寫第 1 個字元「德」不是拉丁字母。（帮助））。1940年，科瓦尔回到美国，并于1943年初应征入伍，在原子研究实验室工作。根据俄罗斯政府公开的信息，科瓦尔向苏联传递了钋、钚与铀等核燃料的制造过程、用量和生产环境等情报。1948年，科瓦尔前往欧洲度假，自此再未返回美国。2007年，俄罗斯总统普京在科瓦尔逝世一年后向其追授俄罗斯联邦英雄勋章，表彰其“执行特别任务时的勇气和英雄主义精神”。

## 早年生活
1910年，乔治·科瓦尔的父亲亚伯兰·科瓦尔从家乡白俄罗斯捷列哈内移民美国，在当时犹太商人和手工艺人聚居的艾奥瓦州苏城定居下来。亚伯兰·科瓦尔和妻子育有三个儿子，乔治·科瓦尔排行第二，出生于1913年圣诞节。
乔治·科瓦尔高中期间是荣誉社团的成员，还参与了辩论队。邻居回忆中，乔治·科瓦尔会公开谈及他的共产主义信仰。1929年，乔治·科瓦尔高中毕业。由于大萧条的降临，他的父母离开了苏城，亚伯兰·科瓦尔成为了苏联犹太移民组织负责人。这一组织由美国犹太裔共产主义者成立于1924年，资助、宣传苏联犹太自治州，作为与阿利亚运动中移居巴勒斯坦托管地的锡安主义相对应的共产主义的选择。1932年，科瓦尔一家持美国家庭护照前往苏联，定居于犹太自治州靠近满洲地区边界处的比罗比詹，在集体农庄工作。
在集体农庄的生活中，乔治·科瓦尔提高了俄语水平。1934年，乔治·科瓦尔进入门捷列夫化工大学学习，期间结识了同学柳德米拉·伊万诺娃并结婚。1939年，乔治·科瓦尔以荣誉学位毕业，并入籍苏联。

## 潜伏
在大学期间，科瓦尔加入了格鲁乌（苏联军队总参谋部情报总局）。1940年，科瓦尔回到美国，经旧金山前往纽约，替代一名在斯大林大清洗中被召回的间谍，成为格鲁乌在当地的代理负责人。科瓦尔以一家为通用电气等公司供货的电子公司的身份作为掩护，以假名收集可应用于化学武器中的毒素的信息。期间，科瓦尔声称自己是纽约本地人，没有兄弟姐妹。对所有他接触的人，他都极尽讨好之能事。稍后，他的上线决定科瓦尔改以真名工作。
第二次世界大战爆发后，美国总统罗斯福于1940年9月签署了强制征兵法案，科瓦尔1941年1月进行了注册，以其掩护身份的电子公司名义推迟了一年服役。科瓦尔的上线原本希望科瓦尔能提供化学武器的信息，但是受征兵影响，计划不得不改变。1942年，科瓦尔应征入伍后，首先在新泽西州的迪克斯堡接受了基本的训练，随后被派往南卡罗来纳州查尔斯顿的南卡要塞军事学院，作为二等兵服役。1943年8月11日，科瓦尔入选一项1942年12月成立的专业训练项目，这一项目专为具有天赋的征募者提供接受教育和技术训练的机会。科瓦尔在该项目安排下，在纽约市立学院学习电气工程。期间，他的同学十分尊敬较为年长的科瓦尔，将其视为榜样。另一方面，科瓦尔从不写作业，以善于讨女人欢心著称。没有人了解他在苏联期间受到的教育和他的妻子。他的同事回忆，科瓦尔从不讨论政治或者苏联相关的话题。

## 间谍活动
1944年初，随着战争的天平向盟军一方倾斜，科瓦尔参与的专业训练项目解散，他的同学们多数被调动至步兵部队，而科瓦尔本人和另外十余人被选中加入一个特殊工程分队，参与美国、英国与加拿大共同研发与制造原子弹的曼哈顿计划。由于人力资源不足，曼哈顿计划向军方请求提供技术人员支援。在这一背景下，科瓦尔被安排至橡树岭国家实验室。当时，曼哈顿计划的科学家们主要研究基于浓缩铀和钚的核武器，而橡树岭国家实验室的主要工作正是生产和分离这两种原料。

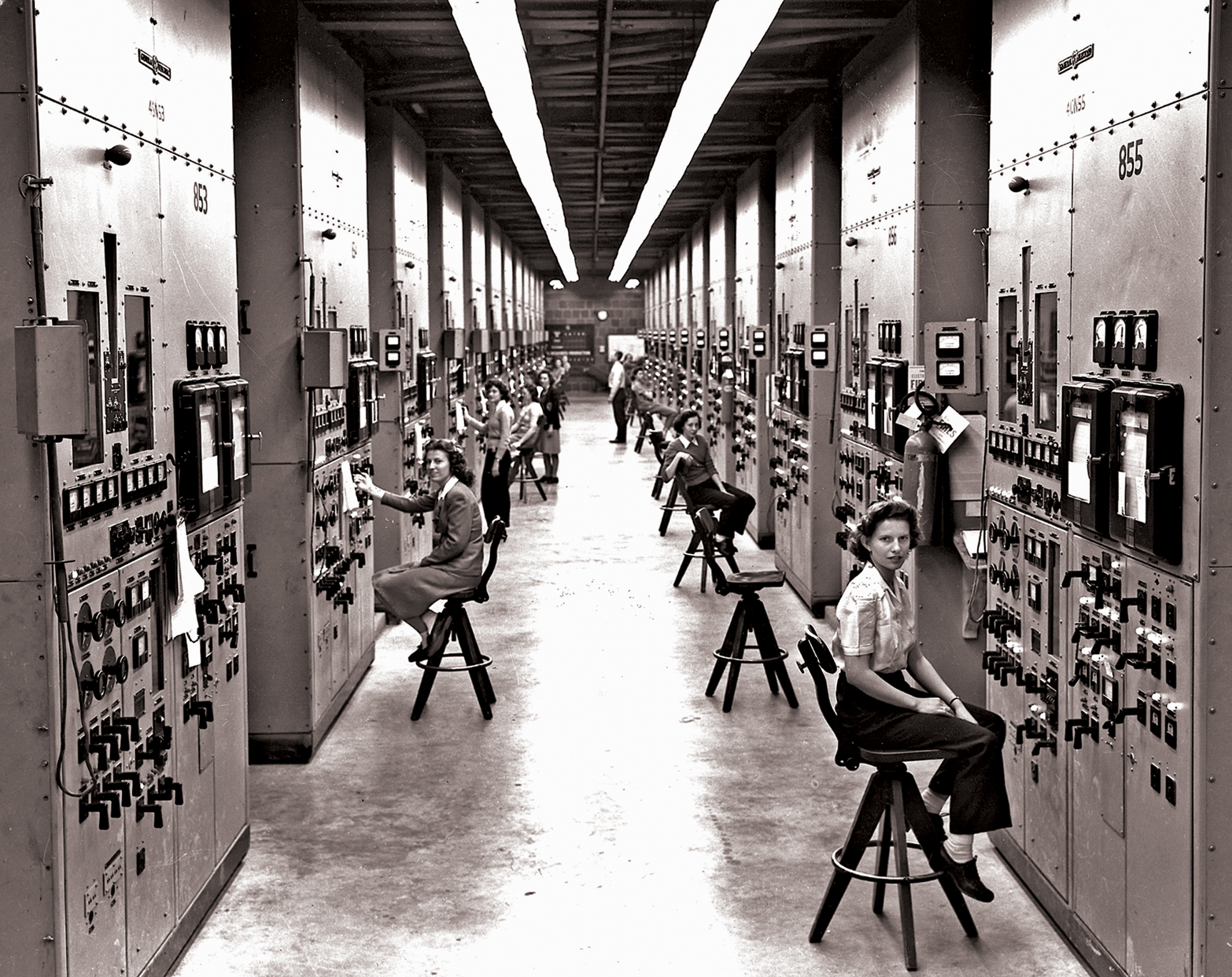
橡树岭的工人们正在操作卡留管。科瓦尔作为有害辐射防护员，可以访问很多敏感区域。

科瓦尔可以自由访问橡树岭的大多数区域。科瓦尔的职位是“有害辐射防护员”，负责监控整座设施中的辐射水平。根据联邦调查局的记录，这项工作为科瓦尔提供了访问绝密区域的安全许可。当时，科学家们发现反应堆生成的钚对于计划中的原子弹的设计太不稳定，因此需要钋制造的中子发生器引发链式反应。科瓦尔的上线要求他关注橡树岭的钋供应，并通过代号为克莱德（英語：Clyde）的联系人传递相关信息。情报通过加密信件、苏联使馆等方式抵达莫斯科，其中包括橡树岭的钋被运往洛斯阿拉莫斯国家实验室等情报。
1945年6月27日，科瓦尔被调往俄亥俄州代顿附近制造中子发生器的秘密实验室。同年7月16日，世界上的首颗原子弹在新墨西哥州被引爆。8月6日和9日，日本遭到原子弹轰炸后投降，第二次世界大战结束。苏联加快了制造原子弹的节奏。美国中央情报局原本预计苏联将在1950年至1953年前后成功，然而，1949年8月29日，苏联引爆了其首颗原子弹。苏联军方宣称，用于这颗钚弹的中子发生器是“按照军事情报特工德尔马提供的配方制造的”。

## 战后
第二次世界大战结束后，科瓦尔退伍，回到纽约市立学院继续学业，于1948年2月1日获电气工程学士学位。科瓦尔取得了护照，告诉他的朋友们他将前往波兰或者以色列旅行六个月，1948年10月乘船离开美国，再也没有返回过。根据俄罗斯报的消息，一个苏联叛逃特工举报了“曼哈顿计划已泄密”之后，美国反情报特工发现了苏联报刊上关于科瓦尔父母的报道，科瓦尔可能是出于这一原因不得不离开。回到苏联后，科瓦尔从苏联军队以二等兵的身份退伍，但是由于他的海外背景和服役记录显得十分可疑，寻找教职的过程很不顺利。科瓦尔通过格鲁乌联系人的关系，在门捷列夫化工大学找到了一份实验员的工作，最终取得了教职。他的学生经常笑话他说技术名词时的外国发音方式。
虽然罗森堡夫妇、克劳斯·富赫斯等间谍在战后陆续暴露，科瓦尔多年没有被仔细审查。一种可能的原因是，各部门间的政治使得对雇员的背景检查造成了不利影响；另一种可能性是，美国政府认为科学能力比清白的案底、对苏联的政治同情等因素更重要。1950年代，联邦调查局调查了科瓦尔在战时的活动，访谈了他的前同事，给他们留下了科瓦尔可能是间谍的印象。这一调查保密了六十年，原因是美国政府害怕科瓦尔活动的曝光对政府形象的损害。
科瓦尔描述他的余生“波澜不惊”。他的家人知道他曾为格鲁乌服务，但是科瓦尔从未透露行动内容。他回国后未曾获授任何大的荣誉，一些野心家反而获得了奖励，这也曾对他造成困扰。然而，他不认为他在抗议他受到的对待，因为他没有被投入古拉格，这足以使他感到庆幸。2006年1月31日，科瓦尔逝世于莫斯科的一间公寓里，享年92岁。
科瓦尔的间谍活动随着2002年《格鲁乌和原子弹》一书的出版开始曝光，书中提及了科瓦尔的代号，将其列为若干逃脱了美国反情报组织追踪的间谍之一。2007年11月3日，俄罗斯总统普京在科瓦尔逝世一年后向其追授俄罗斯联邦英雄勋章，公告宣称：“科瓦尔先生（代号德尔马）提供的情报大幅降低了苏联研发核武器耗费的时间”。